# Davit Chachaleišvili
Davit Chachaleišvili (gruzínsky დავით ხახალეიშვილი), (28. února 1971 Kutaisi, Sovětský svaz – 11. ledna 2021) byl reprezentant Sovětského svazu a Gruzie v judu a sambu. Byl olympijským vítězem z roku 1992.

## Sportovní kariéra
S judem začínal v 8 letech v rodném městě pod vedením Omara Merabišviliho. Po dvou titulech mistra Evropy v juniorech se v roce 1989 stal členem sovětské reprezentace. V roce 1992 se stal hlavním aktérem často složité sportovní politiky. Trenér Sovětů Vladimir Kaplin měl v těžké váze svého favorita Sergeje Kosorotova. Kosorotov dosahoval velmi dobrých výsledků a měl reprezentovat Společenství nezávislých států na olympijských hrách v Barceloně, i když měl s Chachaleišvilim zápornou bilanci. Do hry tak vstoupila zákulisní hra funkcionářů, kteří přiměli Kaplina přehodnotit svojí nominaci na základě dodatečného zápasu. Chachaleišvili Kosorotova porazil a na olympijské hry v roce 1992 nakonec odcestoval. Při úvodním ceremoniálu byl vlajkonošem gruzínské vlajky a svoje vystoupení na hrách ozdobil ziskem zlaté olympijské medaile, když ve finále přejel na wazari-ippon Japonce Ogawu.
V roce 1993 potvrdil olympijskou formu ziskem medailí z mistrovství světa a Evropy, ale v dalších letech na něho dolehla ekonomická krize postsovětských zemí. Peníze na přípravu sehnal až s blížícími se olympijskými hrami v Atlantě. V roce 1996 se vrátil v plné síle a patřil k hlavním favoritům na olympijských hrách. Jenže k schylovanému finále mezi ním a Francouzem Davidem Douilletem nakonec nedošlo z těžko uvěřitelných důvodů. Na předzápasové vážení dorazil pozdě a byl z olympijského turnaje diskvalifikován. Tato sportovní tragédie na něm zanechala stopu v podobě nezájmu dále zápasit. Chuť si nespravil ani ziskem titulu mistra světa v sambu. V roce 1997 se navíc nepohodl se staronovým trenérem Chabarelim a ukončil sportovní kariéru. V roce 1999 se ještě pokusil o návrat, ale bez lepšího výsledku. Věnoval se politické činnosti.

## Vyznamenání
- Prezidentský řád znamenitosti – Gruzie, 2018[3]

## Výsledky

### Váhové kategorie
| Turnaj             | Sovětský svaz | Sovětský svaz | Sovětský svaz | Sovětský svaz |            |            |            |            |            |            |
| Turnaj             | 1988          | 1989          | 1990          | 1991          | 1992       | 1993       | 1994       | 1995       | 1996       | 1997       |
| Turnaj             | 17            | 18            | 19            | 20            | 21         | 22         | 23         | 24         | 25         | 26         |
| Turnaj             | těžká váha    | těžká váha    | těžká váha    | těžká váha    | těžká váha | těžká váha | těžká váha | těžká váha | těžká váha | těžká váha |
| ------------------ | ------------- | ------------- | ------------- | ------------- | ---------- | ---------- | ---------- | ---------- | ---------- | ---------- |
| Olympijské hry     | —             |               |               |               | 1.         |            |            |            | dns        |            |
| Mistrovství světa  |               | —             |               | —             |            | 2.         |            | 3.         |            | —          |
| Mistrovství Evropy | —             | —             | —             | —             | —          | 1.         | —          | —          | 1.         | úč.        |
| ME juniorů         | 1.            | 1.            | —             | —             |            |            |            |            |            |            |

### Bez rozdílu vah
| Turnaj             | 1988 | 1989 | 1990 | 1991 | 1992 | 1993 | 1994 | 1995 | 1996 | 1997 |
| Turnaj             | 17   | 18   | 19   | 20   | 21   | 22   | 23   | 24   | 25   | 26   |
| ------------------ | ---- | ---- | ---- | ---- | ---- | ---- | ---- | ---- | ---- | ---- |
| Mistrovství světa  |      | —    |      | 2.   |      | 3.   |      | —    |      | —    |
| Mistrovství Evropy | —    | —    | 3.   | —    | —    | 1.   | —    | úč.  | —    | —    |

## Podrobnější výsledky

### Olympijské hry
| Rok      | Kategorie  |  | 1/64                           | 1/32                           | 1/16                         | čtvrtfinále                   | semifinále                 | finále                                 |
| -------- | ---------- |  | ------------------------------ | ------------------------------ | ---------------------------- | ----------------------------- | -------------------------- | -------------------------------------- |
| LOH 1992 | těžká váha |  | x                              | výhra – 4:37/kys Khalifa Diouf | výhra – waz/hrm Frank Moreno | výhra – kok/hkg Rafał Kubacki | výhra – waz/tos Imre Csősz | výhra – 1:04/hrm+tno (wip) Naoja Ogawa |
| LOH 1996 | těžká váha |  | prohra – (fus) Alexandru Lungu | —                              | —                            | —                             | —                          | —                                      |

### Mistrovství světa
| Rok     | Kategorie  |  | 1/64                           | 1/32                           | 1/16                           | čtvrtfinále                    | semifinále                     | opravy                         | opravy                         | opravy                         | o bronz                        | finále                |
| ------- | ---------- |  | ------------------------------ | ------------------------------ | ------------------------------ | ------------------------------ | ------------------------------ | ------------------------------ | ------------------------------ | ------------------------------ | ------------------------------ | --------------------- |
| MS 1991 | těžká váha |  | nestartoval – Sergej Kosorotov | nestartoval – Sergej Kosorotov | nestartoval – Sergej Kosorotov | nestartoval – Sergej Kosorotov | nestartoval – Sergej Kosorotov | nestartoval – Sergej Kosorotov | nestartoval – Sergej Kosorotov | nestartoval – Sergej Kosorotov | nestartoval – Sergej Kosorotov |                       |
| MS 1993 | těžká váha |  | x                              | výhra Liou Šeng-kang           | výhra Harry Van Barneveld      | výhra Kim Kon-su               | výhra Frank Möller             | —                              | —                              | —                              | —                              | prohra David Douillet |
| MS 1995 | těžká váha |  | volný los                      | prohra Naoja Ogawa             | —                              | —                              | —                              | výhra Harry Van Barneveld      | výhra Liou Šeng-kang           | výhra Indrek Pertelson         | výhra Ernesto Pérez            | —                     |

### Mistrovství Evropy
| Rok     | Kategorie  |  | 1/32                                | 1/16                                | čtvrtfinále                         | semifinále                          | opravy                              | opravy                              | o bronz                             | finále                              |                                     |
| ------- | ---------- |  | ----------------------------------- | ----------------------------------- | ----------------------------------- | ----------------------------------- | ----------------------------------- | ----------------------------------- | ----------------------------------- | ----------------------------------- | ----------------------------------- |
| ME 1991 | těžká váha |  | nestartoval – Sergej Kosorotov      | nestartoval – Sergej Kosorotov      | nestartoval – Sergej Kosorotov      | nestartoval – Sergej Kosorotov      | nestartoval – Sergej Kosorotov      | nestartoval – Sergej Kosorotov      | nestartoval – Sergej Kosorotov      | nestartoval – Sergej Kosorotov      | nestartoval – Sergej Kosorotov      |
| ME 1992 | těžká váha |  | nestartoval – Sergej Kosorotov      | nestartoval – Sergej Kosorotov      | nestartoval – Sergej Kosorotov      | nestartoval – Sergej Kosorotov      | nestartoval – Sergej Kosorotov      | nestartoval – Sergej Kosorotov      | nestartoval – Sergej Kosorotov      | nestartoval – Sergej Kosorotov      | nestartoval – Sergej Kosorotov      |
| ME 1993 | těžká váha |  | výhra Ernesto Pérez                 | výhra Damjan Stojkov                | výhra Ruslan Šarapov                | výhra Igor Muller                   | —                                   | —                                   | —                                   | výhra David Douillet                |                                     |
| ME 1994 | těžká váha |  | nestartoval – Alexandre Davitašvili | nestartoval – Alexandre Davitašvili | nestartoval – Alexandre Davitašvili | nestartoval – Alexandre Davitašvili | nestartoval – Alexandre Davitašvili | nestartoval – Alexandre Davitašvili | nestartoval – Alexandre Davitašvili | nestartoval – Alexandre Davitašvili | nestartoval – Alexandre Davitašvili |
| ME 1995 | těžká váha |  | nestartoval – Alexandre Davitašvili | nestartoval – Alexandre Davitašvili | nestartoval – Alexandre Davitašvili | nestartoval – Alexandre Davitašvili | nestartoval – Alexandre Davitašvili | nestartoval – Alexandre Davitašvili | nestartoval – Alexandre Davitašvili | nestartoval – Alexandre Davitašvili | nestartoval – Alexandre Davitašvili |
| ME 1996 | těžká váha |  | volný los                           | výhra Ralf Koser                    | výhra Alexandru Lungu               | výhra Imre Csősz                    | —                                   | —                                   | —                                   | výhra Sergej Kosorotov              |                                     |
| ME 1997 | těžká váha |  | výhra Tamerlan Tmenov               | výhra Charalabos Papajoanu          | prohra Dennis van der Geest         | —                                   | prohra Indrek Pertelson             | —                                   | —                                   | —                                   |                                     |